# Jakob Prandtauer
Jakob Prandtauer foi um arquiteto austríaco de expressão barroca, nascido em Stanz (Tirol) em 16 de julho de 1660 e falecido em Saint-Pölten em 16 de setembro de 1726.

## Outras obras
- Capela do Castelo de Thalheim (1690)
- Reitoria de Hatzendorf (1694–1700)
- Igreja de Weikendorf (alterações) (1702–1704)
- Igreja de peregrinação de Sonntagberg da Abadia de Seitenstetten (1706–1718)
- Cúpula da igreja de peregrinação Maria Taferl (1707–1711)
- Igreja Carmelita de St. Pölten (gestão da construção) (1708–1712)
- Diferentes partes da abadia de Garsten (1708–1710)
- Igreja de Peregrinação de Christkindl (1708–1709)
- Continuação da construção da Abadia de Saint-Florian (1708–1726)
- Parte da abadia de Herzogenburg (1714–1716)
- Castelo de Neupernstein (1715–1717)
- Transformações da Catedral de St. Pölten (1721–1722)
- Palácio do Bispo em Linz (1721–1726)
- Castelo de Hohenbrunn perto de Saint-Florian (1724–1729)

## Galeria

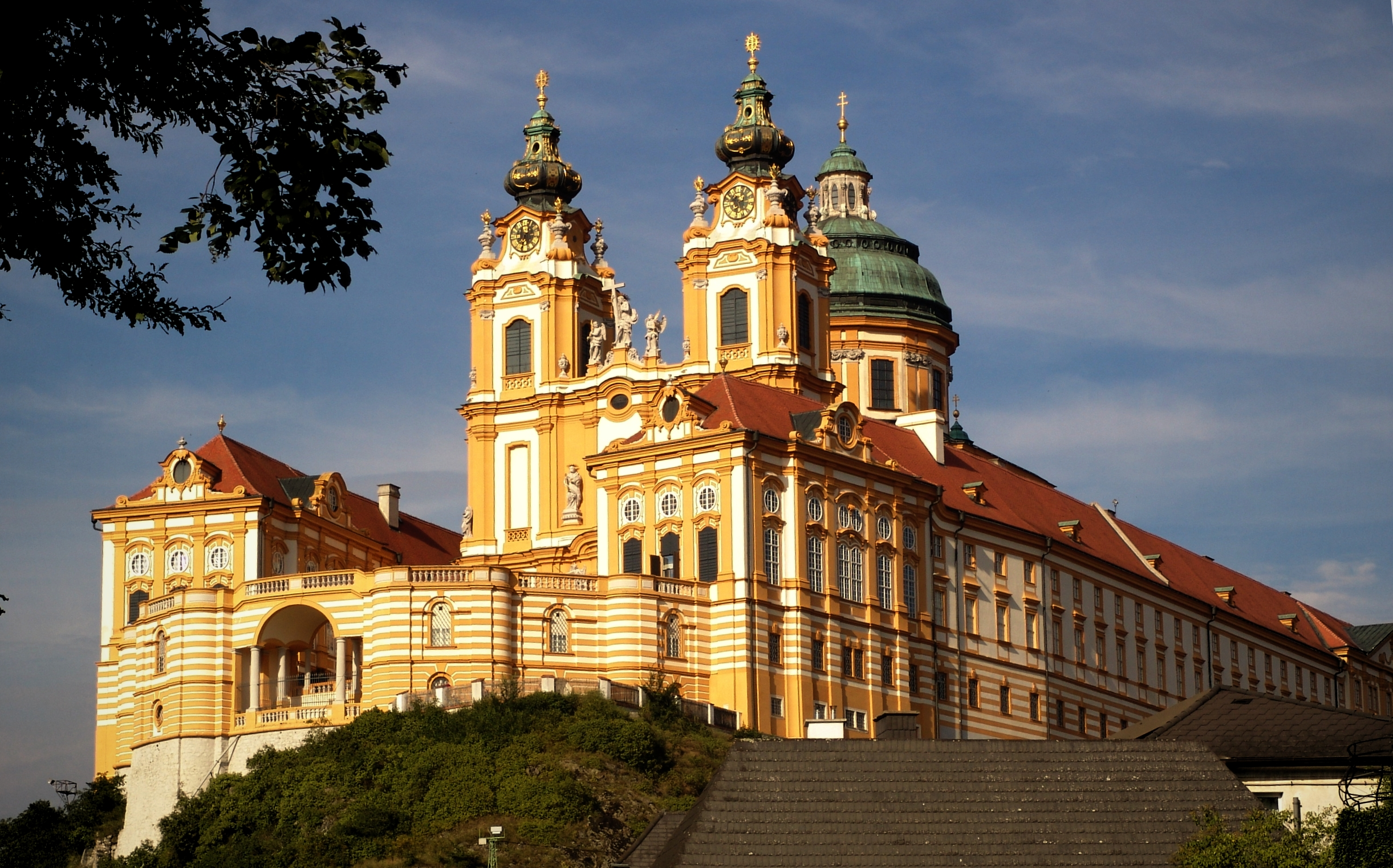
Abadia de Melk
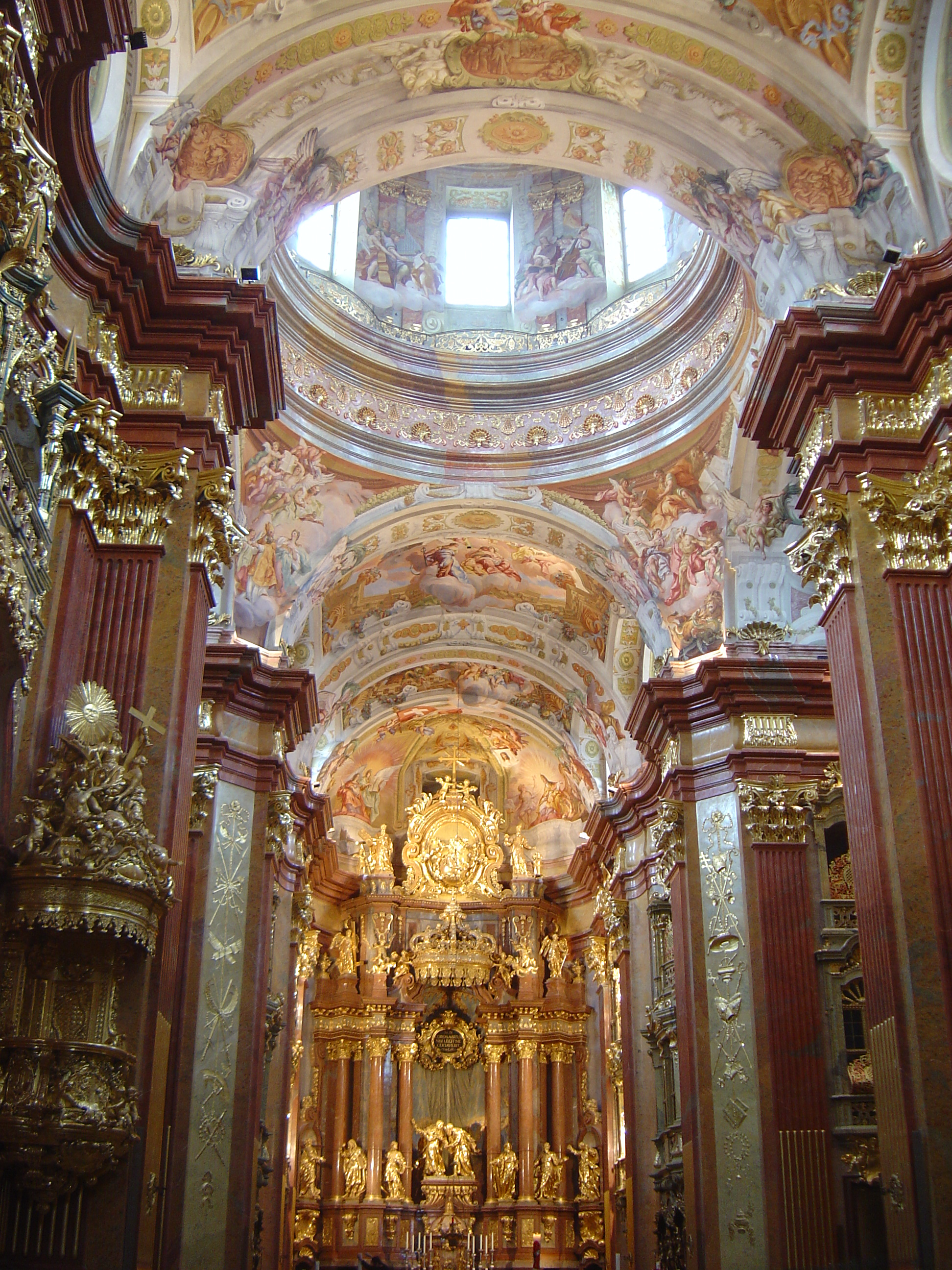
Altar-mor da igreja da abadia
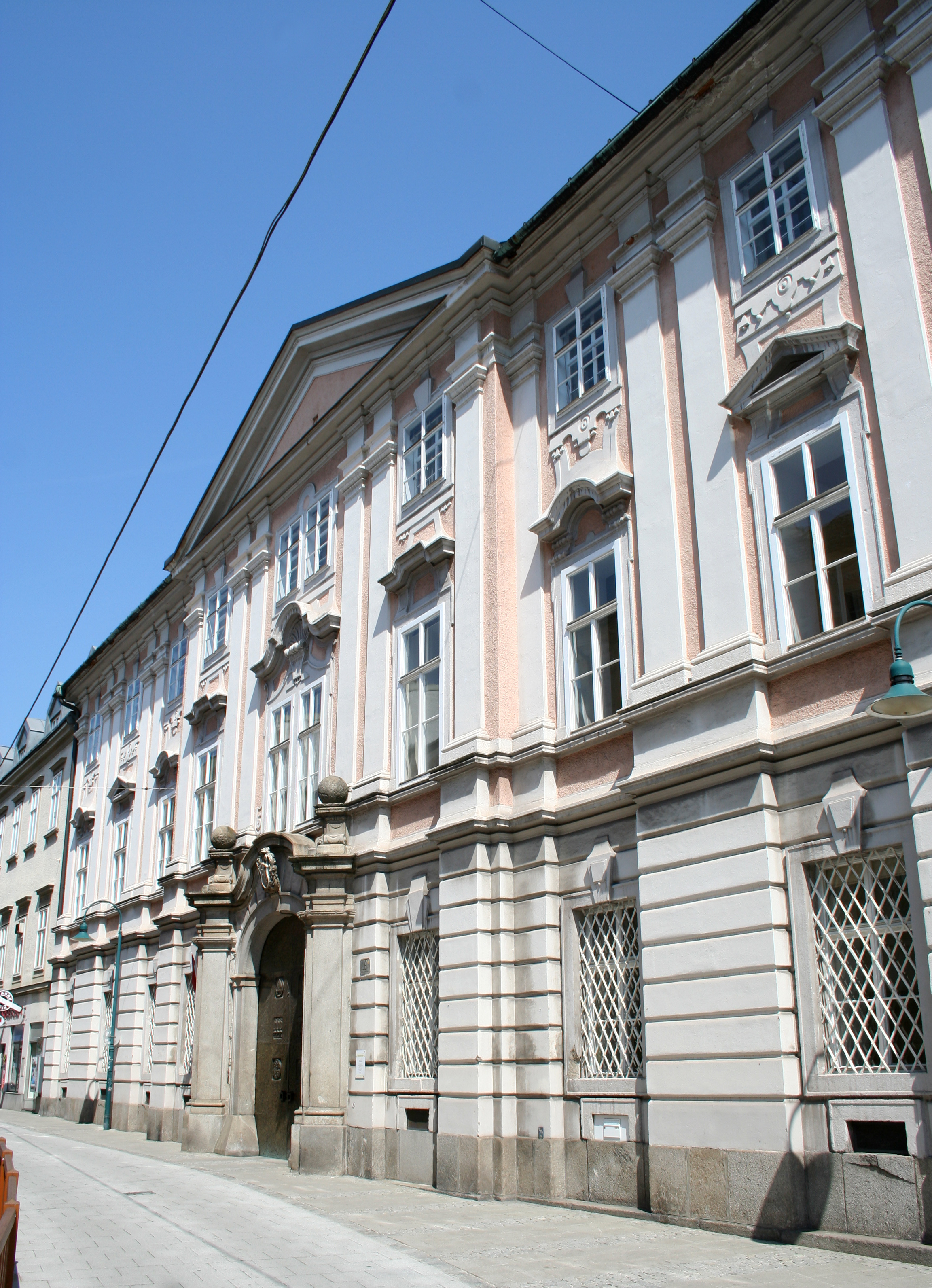
Palácio do Bispo em Linz